# Hemichromis angolensis
Espèce
Statut de conservation UICN

LC : Préoccupation mineure
Hemichromis angolensis est une espèce de poisson de la famille des Clichlidae.

## Description
Hemichromis angolensis peut être distingué de H. fasciatus par l'absence de petits points noirs entre les trois premières bandes sombres sur les flancs du corps des adultes.

## Répartition
On le trouve dans la rivière Cuanza en Angola et dans le système du fleuve Zambèze et de l'Okavango.

## Systématique
Le nom valide complet (avec auteur) de ce taxon est Hemichromis angolensis Steindachner, 1865.
Hemichromis angolensis a pour synonyme :
- Hemichromis angolae Steindachner, 1865

## Publication originale
- Steindachner, F. (1865). Description d'une espèce nouvelle du genre Hemichromis. Memorias da Academia Real das Sciencias de Lisboa Classe de Sciencias Mathematicas e Naturaes. Nova Serie. v. 3 (pt 2): 5-6.